# Laurentius Petri Aroselius
Laurentius Petri Aroselius, född 27 januari 1642 i Västerås, död 27 mars 1693 i Sala socken, var en svensk präst och riksdagsman.

## Biografi
Laurentius Petri Aroselius var son till Petrus Olai Dalekarlus och Catharina Blackstadia samt dotterson till Laurentius Nicolai Blackstadius. Vid tolv års ålder inskrevs han med informator vid Uppsala universitet men begav sig på 1660-talet till tyska universitet och disputerade 1668 vid universitetet i Jena för professorn i musik samt promoverades till filosofie magister i Uppsala. Efter olika lärartjänster prästvigdes han 1671 för att något år senare bli rektor vid Västerås gymnasium. När Petrus Petri Gangius lämnat Sala för Stora Tuna socken fick en präst från ett annat stift fullmakt av kungen på Sala, men fullmakten återkallades med hänvisning till indigenatsrätten, och 1675 gick samma fullmakt till Aroselius. 1676 blev han också kontraktsprost.
Han kallades som fullmäktig till riksdagen 1680, men var för sjuk för att närvara. Han var dock närvarande och fullmäktig vid riksdagen 1682, varunder han deltog i sekreta utskottet.
Aroselius första hustru Sara Terserus var dotter till Johannes Elai Terserus och Elisabet Troilia. Aroselius andra hustru var Catharina Behm; deras båda söner adlades Adlerheim. Hans tredje hustru var Brita Könman. Aroselius syster gifte sig med prosten Laurentius Erici Essenius, som var stamfader till släkten Esseen (Essén).